# الدو تارلائو
الدو تارلائو (انگلیسی: Aldo Tarlao; ۲۶ مارس ۱۹۲۶ – ۱۲ مارس ۲۰۱۸) قایقران روئینگ اهل ایتالیا بود.
وی در مسابقات کشوری و بین‌المللی در مجموع برندهٔ ۳ مدال طلا، ۲ مدال نقره شده‌است.